# Медицински модел инвалидитета
Медицински модел инвалидитета или медицински модел настао је из биомедицинске перцепције инвалидитета. Овај модел повезује дијагнозу инвалидитета са физичким телом појединца. Овај модел претпоставља да инвалидитет може умањити квалитет живота појединца, и има за циљ је да се са медицинском интервенцијом инвалидитет умањи или коригује.
Медицински модел се фокусира на лечење или управљање болешћу или инвалидношћу. У ширем смислу, медицински модел претпоставља да „саосећајно“ или праведно друштво улаже ресурсе у здравствену заштиту и сродне услуге у покушају да медицински излечи или управља инвалидитетом. Све у циљу проширења функционалности и/или побољшања функционисања, као и да се особама са инвалидитетом омогући „нормалнији“ живот. Одговорност и потенцијал медицинске професије у овој области сматраја се да има централно место.

## Историја
Пре увођења биомедицинског модела, пацијенти су своје најважније животне приче преносили лекарима. Кроз ове наративе и развијање интимног односа са пацијентима, лекари би правили планове лечења у време када су дијагностичке и третманске могућности биле ограничене. Ово се посебно може илустровати радом аристократских лекара који су лечили друштвену елиту током 17. и 18. века.
Светска здравствена организација (СЗО) је 1980. године увела оквир за рад са особама са инвалидитетом, који је објављен у „Међународној класификацију оштећења, инвалидитета и хендикепа“. Оквир је предложио приступ инвалидности, и стандардизовао термина оштећење, хендикеп и инвалидитет на следећи начин.
Оштећење = губитак или абнормалност физичке телесне структуре или функције, логичко-психичког порекла, или физиолошког или анатомског порекла
Инвалидност = свако ограничење или губитак функције који произилази из оштећења које спречава обављање активности у временском интервалу који се сматра нормалним за људско биће
Хендикеп = неповољно стање које произилази из оштећења или инвалидитета које ограничава особу која обавља улогу која се сматра нормалном у погледу старости, пола и друштвених и културних фактора

## Компоненте и примена
Лични наратив присутан у међуљудским интеракцијама (посебно доминантан у западној култури), током интеракције са медицинским особљем сведен је на преношење информација о специфичним симптомима инвалидитета медицинским стручњацима. Медицински стручњаци затим тумаче информације које је пацијент дао о инвалидитету да би одредили дијагнозу, која ће вероватно бити повезана са биолошким узроцима. Медицински стручњаци потом дефинишу шта је „нормално“, а шта „ненормално“ у смислу биологије и инвалидитета.
У неким земљама, медицински модел инвалидитета је утицао на законодавство и политику која се односи на особе са инвалидитетом на националном нивоу.
Међународна класификација функционисања, инвалидитета и здравља (ИЦФ), објављена 2001. године, дефинише инвалидност као кровни термин за оштећења, ограничења активности и ограничења учешћа. Инвалидитет је интеракција између:
- појединаца са здравственим стањем (као што су церебрална парализа, Даунов синдром и депресија)
- личних фактора
- фактора околине (као што су негативни ставови, неприступачан превоз и јавне зграде, и ограничена друштвена подршка).[7]

Измењени језик и речи које се користе показују значајну промену јер се о болести или оштећења на разговор у смислу нивоа здравља и функционисања. Овај модел узима у обзир социјалне аспекте инвалидитета и не види инвалидитет само као „медицинску“ или „биолошку“ дисфункцију. Та промена је у складу са широко распрострањеним прихватањем социјалног модела инвалидитета
Медицински модел инвалидитет посматра као индивидуални проблем појединца и искључиву последицу претходне болести, повреде или трауме. Стручњаци медицинске струке раде на рехабилитацији особе са инвалидитетом, покушавајући да их оспособе да функционише по критеријумима „здравих“ и уклопе у такозване нормалне животне токове. Пошто у неким случајевима здравствено стање не може да се врати у „редовно“, поставља се питање шта даље са особама са инвалидитетом. Одговор који је дао медицински модел је да такве особе треба да буду што ближе редовном стању и да их треба уклопити у калупе које друштво сматра нормалним. Ако је то је немогуће, онда се ова лица смештају у посебне установе где их збрињава медицинско особље.

## Супротстављени ставови
Медицински модел се фокусира на индивидуалну интервенцију и лечење као прави приступ инвалидности. Нагласак је стављен на инвалидитет, а не на системе и структуре које инхибирају животе особа са инвалидитетом. Према медицинском моделу, тела са инвалидитетом су приказана као девијантна, патолошка и дефектна, тако да се најбоље разумеју у медицинском смислу. Нема сумње да је то медицински приступ инвалидске основе за многе негативне и ограничавајућих ставова и правила због чега су особе са инвалидитетом веома критичне према њему. Овај модел инвалидитета је преовладавао током већег дела двадесетог века.
Крајем 20. века почело је критичко преиспитивање медицинског модела, па са паралелно са њим развија социјални модел осамдесетих година двадесетог века као реакција на медицински модел приступа инвалидсти. Овај модел су усвојиле организације особа са инвалидитетом и активисти за људска права права, као и већина теоретичара и већина међународноправних докумената. Код овог модел инвалидитета превазилази лични и постаје социолошки феномен. Проблем није у појединцу који "није прилагођен друштву", већ у друштву које не ствара једнаке могућности за равноправно учешће свих својих чланова.
Историја и будућност инвалидитета су озбиљно ограничени, фокусирајући се искључиво на медицинске импликације и игноришући веома стварне друштвене конструкције које доприносе искуству инвалидитета. Алтернативно, социјални модел инвалидност представља мање као објективну чињеницу тела и ума, јер се позиционира је у смислу друштвених односа.
Међу заговорницима права особа са инвалидитетом, који уместо тога теже да се придруже социјалном моделу, медицински модел инвалидитета се често наводи као основа ненамерне друштвене деградације особа са инвалидитетом. Сматра се да су ресурси претерано погрешно усмерени ка скоро искључиво медицинском фокусу када би ти исти ресурси потенцијално могли да се користе за ствари као што су универзални дизајн и праксе укључивања у друштво. Ово укључује новчане и друштвене трошкове и користи од различитих интервенција, било медицинских, хируршких, социјалних или професионалних, од протетике, заснованих на лековима и других „лекова“, и медицинских тестова као што су генетски скрининг или преимплантациона генетска дијагноза.
Према заговорницима права особа са инвалидитетом, медицински модел инвалидитета се користи да би се оправдала велика улагања у ове процедуре, технологије и истраживања, када би прилагођавање околине особе са инвалидитетом потенцијално могло бити корисније за друштво у целини, као и финансијски јефтиније и физички. достижније.
Такође, неке групе за права особа са инвалидитетом виде медицински модел инвалидитета као питање грађанских права и критикују добротворне организације или медицинске иницијативе које га користе у свом портретисању особа са инвалидитетом, јер промовише жалосну, суштински негативну, углавном обесправљену слику особа са инвалидитетом. уместо да се инвалидитет сматра политичким, друштвеним и еколошким проблемом.